# Фомин, Ефим Моисеевич
Ефи́м Моисе́евич Фоми́н (15 января 1909, Колышки Витебского уезда — 30 июня 1941, Брест) — советский офицер, полковой комиссар, заместитель командира 84-го стрелкового полка 6-й Орловской Краснознамённой дивизии. Один из руководителей обороны Брестской крепости в июне 1941 года.

## Биография
Родился в местечке Колышки Витебского уезда (ныне деревня Колышки Лиозненского района) в бедной еврейской семье (отец — кузнец, мать — швея). После смерти родителей воспитывался тёткой, потом дядей.
- 1921 — ученик парикмахера, затем сапожника в Витебске.
- 1922 — принят воспитанником в Витебский детский дом[3].
- 1924 — вступил в комсомол.
- 1927—1929 — Псковская окружная коммунистическая советско-партийная школа II ступени[3].
- 1929 — Коломенская советско-партийная школа. По окончании работал инструктором Коломенского райкома партии.
- 1930 — вступил в ВКП(б)[3].
- 1932 — направлен по партийной мобилизации на политическую работу в РККА. Секретарь комсомольской организации зенитного полка, политрук роты, инструктор политотдела стрелковой дивизии, военный комиссар стрелкового полка.
- 1938 — окончил курсы при политуправлении Харьковского военного округа. За отличную учёбу и активную общественную работу получил благодарность от командования, а от политуправления — именные часы с надписью «За особые успехи в овладении большевизмом».
- Август 1938 — военный комиссар 23-й Харьковской ордена Ленина Краснознамённой стрелковой дивизии.
- Сентябрь 1939 — в составе дивизии участвовал в Польском походе РККА[3].
- Лето 1940 — в составе дивизии вступил на территорию Латвии, находился в Даугавпилсе[3].
- Март 1941 — по незаслуженному обвинению переведён в Брест на должность заместителя командира 84-го стрелкового полка 6-й Орловской Краснознамённой стрелковой дивизии[3].
- 22 июня 1941— вместе с капитаном Зубачёвым возглавил оборону Брестской крепости в кольцевой казарме на участке у Холмских ворот[6].
- 24 июня 1941 — заместитель командира штаба обороны крепости.
- В ночь на 25 июня 1941 возглавил прорыв сводной группы в районе кольцевой казармы у Холмских ворот, но прорыв не увенчался успехом, группа красноармейцев с потерями отступила назад в крепостные казематы, где продолжила сопротивление в последующие дни.
- 30 июня 1941 — попал в плен в казармах 33-го отдельного инженерного полка[7], и один из пленных бойцов выдал его нацистам как еврея и как комиссара. Фомин был расстрелян — предположительно, у Холмских ворот крепости.

## Посмертная реабилитация

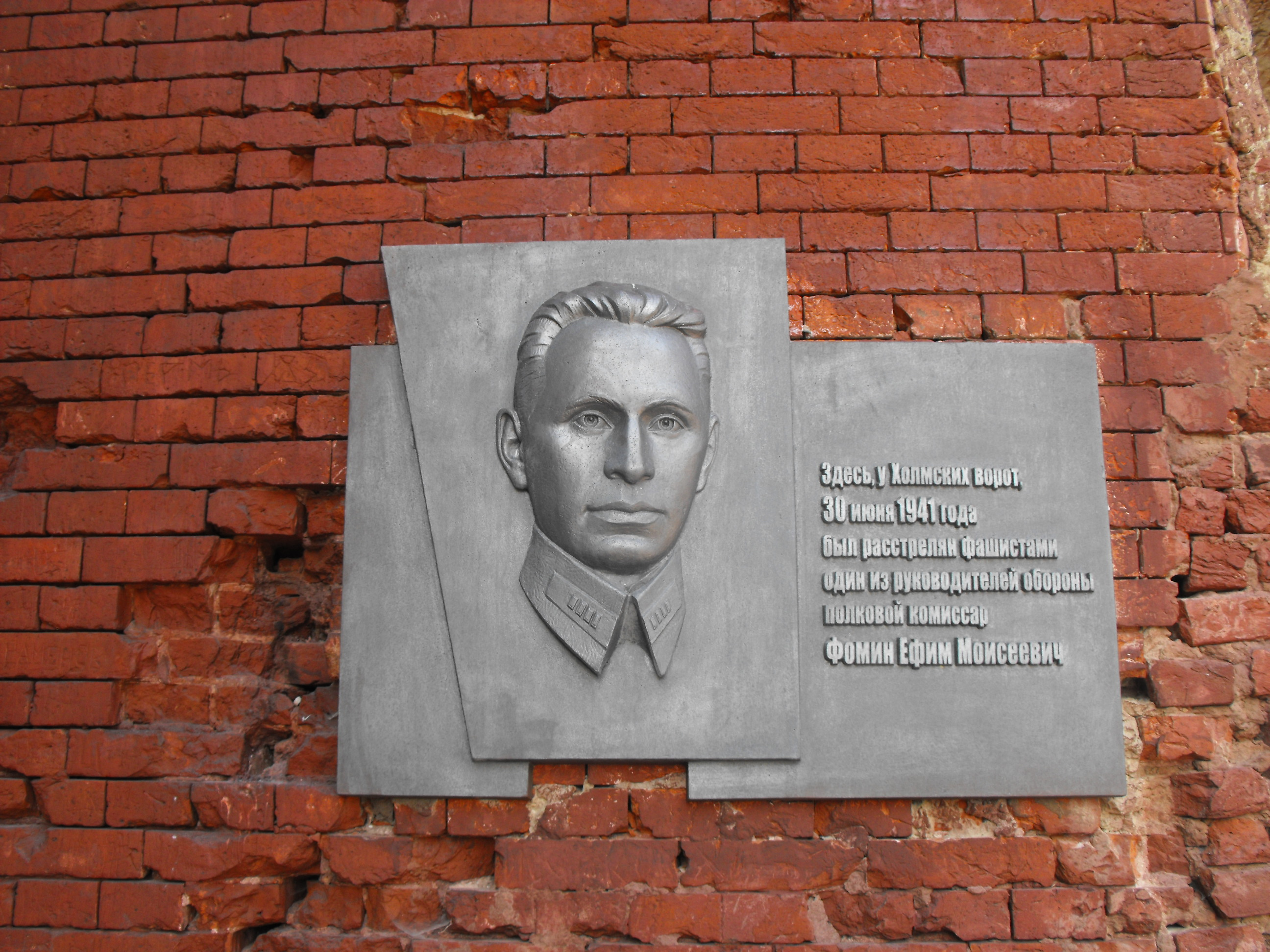
Мемориальная доска на месте расстрела Е. М. Фомина

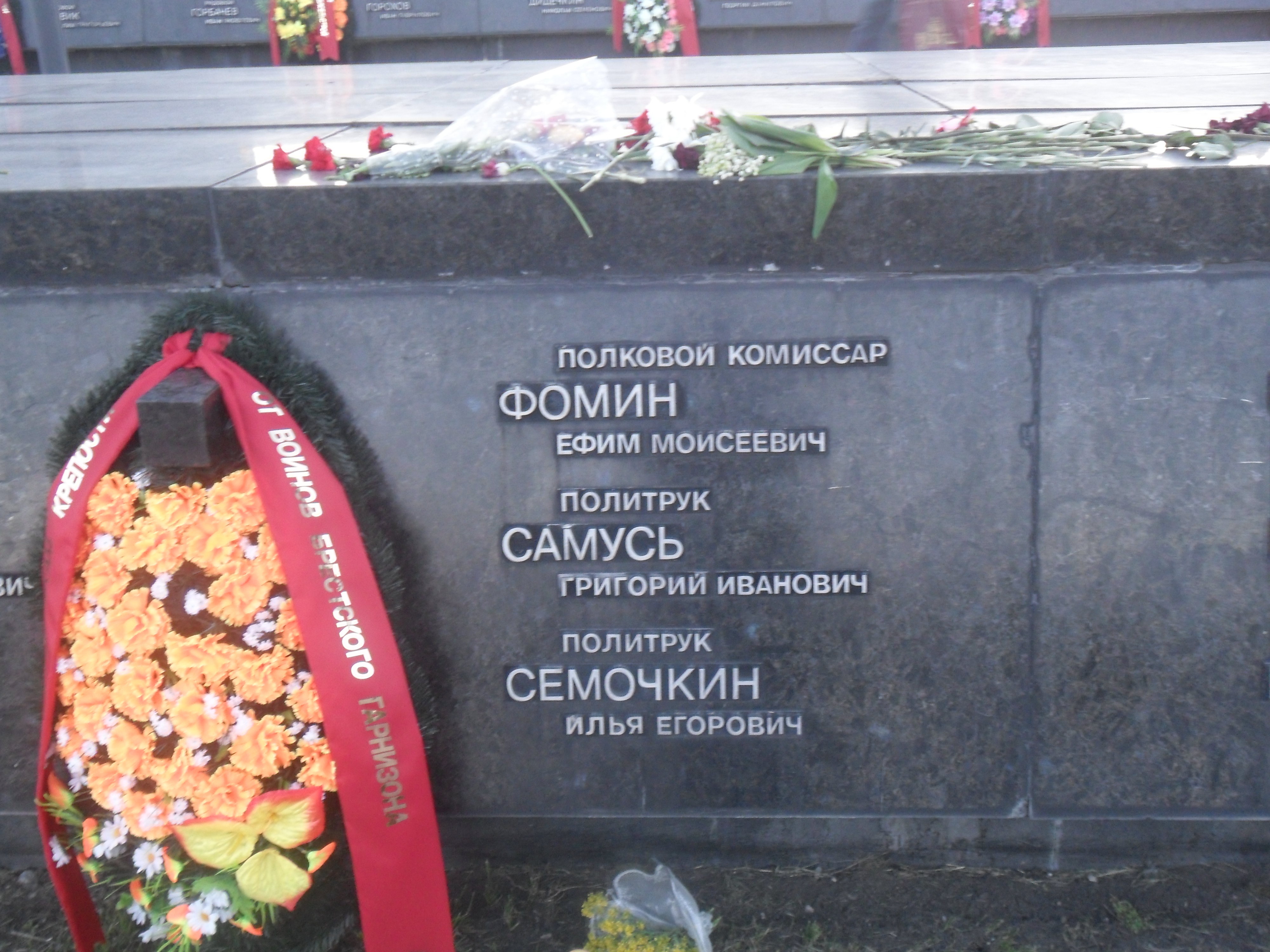
Табличка с именем Фомина среди захоронений участников обороны Брестской крепости

- 3 января 1957 года Указом Президиума Верховного Совета СССР посмертно награждён орденом Ленина[3]. Награда была вручена его сыну Юрию Ефимовичу[8], который после войны жил в Киеве; семья успела эвакуироваться из Латвии в первые дни войны[9]. Об обстоятельствах гибели Е. Фомина его сыну рассказал в письме участник обороны А. Филь, выживший в плену. Позднее Ю. Фомин выпустил книгу о своём отце.
- 8 мая 1991 года по ходатайству ветеранов 23-й дивизии Министр обороны СССР отменил пункт приказа 1941 года о применении к Е. М. Фомину незаслуженного взыскания и восстановил его в должности заместителя командира дивизии.
- В честь Фомина была названа Московская физико-математическая школа № 444.

## В кинематографе
- В фильме «Битва за Москву» (1985) роль Ефима Фомина исполнил Эммануил Виторган.
- В фильме «Брестская крепость» (2010) роль Ефима Фомина исполнил Павел Деревянко.

### Документальные фильмы
- 2010 год — документально-игровой фильм Алексея Пивоварова «Брест. Крепостные герои» (НТВ).